# Körber (Unternehmensgruppe)
Die Körber AG mit Sitz in Hamburg ist eine Management-Holding, die als Aktiengesellschaft den Körber-Konzern mit den vier Geschäftsfeldern Digital, Pharma, Supply Chain und Technologies führt. Mit mehr als 12.000 Mitarbeitern und mehr als 100 Standorten weltweit erzielte die Gruppe 2023 einen Umsatz von rund 2,9 Milliarden Euro.

## Geschichte

### 1946 bis 1992
Kurt A. Körber bahnte in Hamburg am 14. Juli 1946 die ersten Geschäfte an. Am 1. Februar 1947 errichtete er die Hauni Maschinenfabrik Körber & Co. KG (ab 1958: Hauni-Werke Körber & Co. KG). Innerhalb des Stadtteils Bergedorf zog das Unternehmen, das sich anfänglich ausschließlich mit dem Bau von Maschinen für die Tabakindustrie befasste, 1953 an einen neuen Standort; ein Jahr später beschäftigte es mehr als 1.000 Mitarbeiter. Die internationale Expansion begann 1948: Kurt A. Körber stellte über den exilierten Eric Warburg Kontakte zu US-amerikanischen Zigarettenherstellern her, reüssierte mit seinen Maschinen 1951 auf einer Amsterdamer Fachmesse für Tabak und erreichte mit seinem Unternehmen 1953 einen Exportanteil von 80 Prozent – in 48 Staaten waren damals Maschinen aus den Hauni-Werken im Einsatz. 1955 errichtete das Unternehmen eine Niederlassung in Richmond (Virginia), der bis Mitte der 1960er-Jahre weitere folgten.
1970 setzte mit dem Kauf von E. C. H. Will, einem in Hamburg-Lokstedt ansässigen Hersteller von Maschinen für die Papierverarbeitung, die Diversifikation ein. Die neue Sparte wurde 1976 mit dem Zukauf der Womako Maschinenkonstruktion GmbH (Stuttgart) gestärkt. Auf Bitten des Bundeskanzlers Helmut Schmidt erwarb Körber 1978 den Schleifmaschinen-Hersteller Blohm in Bergedorf. Daraus entstand die damals dritte Sparte des Unternehmens. Durch die Übernahme der Schaudt Maschinenbau GmbH (Stuttgart und Ellwangen) im Jahr 1983 ergab sich auch hier eine breitere Basis. Mitte der 1980er-Jahre erwirtschaftete der Konzern erstmals einen Umsatz von mehr als einer Milliarde DM.
Am 17. Juni 1987 erfolgte die Konzernumbildung durch Gründung der Körber AG, in ihr ging die Hauni-Werke Körber & Co. KG auf.

### Seit 1992
Nach dem Tod des Gründers Kurt A. Körber am 10. August 1992 ging das Eigentum an der Körber AG auf die Körber-Stiftung über. Diese Stiftung hielt bis dahin 34,9 Prozent der Aktien und war aus der zum 1. Januar 1981 vollzogenen Fusion der 1959 gegründeten Kurt A. Körber Stiftung mit der 1969 errichteten Hauni Stiftung hervorgegangen. Die jährliche Dividende der Aktiengesellschaft wird seither vollständig an die gemeinnützige Körber-Stiftung ausgeschüttet.
1995 wurde die Körber AG zur Management-Holding, die die damals drei Konzernsparten führte. Schleifring, also der Schleifmaschinen-Bereich, stand in den 1990er-Jahren aufgrund von Restrukturierungskosten, Wechselkursen, schwankenden Rohstoffpreisen und einem harten Preiskampf in der Branche unter Druck. Die Sparte der Papierverarbeitung expandierte in diesen Jahren, unter anderem durch den Kauf von zwei italienischen Unternehmen für die Herstellung und Verpackung von Tissue-Produkten, ferner durch den Einstieg beziehungsweise die Mehrheitsbeteiligung an einem Maschinenbauer für die Produktion von Briefumschlägen und anderen Papierprodukten. Im Bereich der Papierverarbeitungsmaschinen veräußerte Körber 2012 mehrere Tochterunternehmen, unter anderem E. C. H. Will.
2002 war das Unternehmen in einen neuen Markt eingestiegen, den für die Verpackung von pharmazeutischen Produkten. Dieser Bereich wurde in den Folgejahren durch Zukäufe ausgebaut und bildete ab 2009 eine eigene Konzernsparte.
Infolge einer Reihe von Umstrukturierungen gliederte sich Körber 2015 in sieben Sparten: Automation, Logistik-Systeme, Werkzeugmaschinen, Pharma-Systeme, Tissue, Tabak und Unternehmensbeteiligungen. 2017 kam das Geschäftsfeld Körber Digital hinzu, das sich mit der Digitalisierung des Konzerns und der Entwicklung neuer digitaler Geschäftsmodelle befasst. Ein Jahr später wurden die Sparten Werkzeugmaschinen und Automation veräußert.
Im Februar 2022 kaufte Körber für mehr als 1,1 Milliarden Euro die Post- und Paketlogistiksparte der Siemens Logistics mit Hauptsitz in Konstanz und gliederte sie in das Geschäftsfeld Körber Supply Chain ein.
Seit September 2022 tritt der Konzern mit seinen Geschäftsfeldern und Unternehmen unter einer Marke auf: Körber. Das Unternehmen verkaufte 2023 sein Geschäftsfeld Tissue an Valmet.

## Konzernstruktur
Der Konzern ist in vier Geschäftsfeldern aktiv:
- Das Geschäftsfeld Digital befasst sich mit der digitalen Weiterentwicklung des gesamten Konzerns und entwickelt neue digitale Geschäftsmodelle.
- Das Geschäftsfeld Pharma bietet Lösungen für Prozesse bei der Herstellung, Prüfung und Verpackung von Arzneimitteln sowie für die Rückverfolgbarkeit dieser Produkte.
- Der Schwerpunkt des Geschäftsfelds Supply Chain liegt auf Technologien für die Logistik. Das Leistungsangebot umfasst Produkte für die Paket- und Brieflogistik[34], Software, Automatisierungslösungen, Sprachanwendungen, Robotik sowie Transportsysteme.
- Das Geschäftsfeld Technologies ist für Angebote in den Bereichen Maschinen, Anlagen, Software, Messgeräte und Aromen zuständig. Es entwickelt zudem Serviceleistungen insbesondere für die Tabakindustrie.[35]
- Das Management-Geschäftsfeld Körber Process Solutions unterstützt die vorgenannten Spartenunternehmen und gestaltet den weiteren Geschäftsausbau.